# Liszó
Liszó is een plaats (község) en gemeente in het Hongaarse comitaat Zala. Liszó telt 440 inwoners (2001).